# Coupe de Belgique de football 1989-1990
Navigation
Édition précédente Édition suivante
La Coupe de Belgique 1989-1990 a été remportée le 19 mai 1990 par le RFC de Liège au Stade du Heysel à Bruxelles.

## Finale
| Équipes             | RFC de Liège - KFC Germinal Ekeren |
| Score               | 2 - 1 (1 - 1) |
| Stade               | Stade du Heysel, Bruxelles |
| Buts                | 3e Luc Ernès (1-0), 15e Gunther Hofmans (1-1), et 83e Nebojša Malbaša (2-1) |
| RFC de Liège        | Jacky Munaron - Bernard Wégria, Moreno Giusto, Didier Quain, Jean-François De Sart - Jean-Marie Houben Angelo Nijskens (Nebojša Malbaša, 60e), - Cvijan Milošević, Danny Boffin, Luc Ernès, Zvonko Varga Entraîneur : Robert Waseige                   |
| KFC Germinal Ekeren | Marc Huysmans - Eric van Rossum, Ernie Brandts, Patrick Ipermans, Ronny Prins - Peter Van Wambeke (Marino Sabbadini), Eddy Snelders - Joël Bartholomeeussen, Gunther Hofmans, Luc Leys (Frank Schmöller), Jean-Marie Abeels Entraîneur : René Desayere |